# Dom zu Västerås

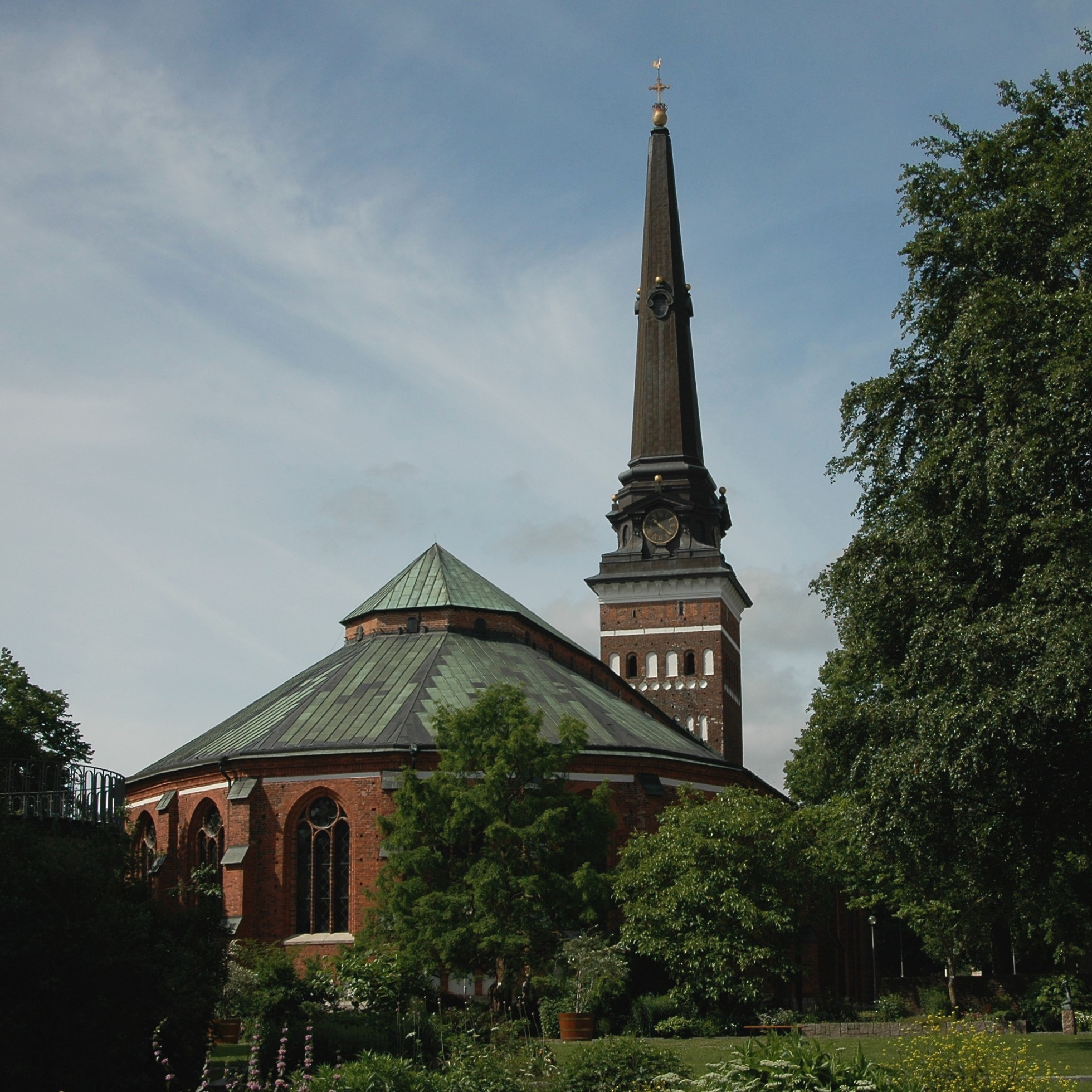
Der Dom zu Västerås

Der Dom zu Västerås ist die Kathedrale Västerås’ in Schweden.
Die Domkirche wurde im Mittelalter der heiligen Jungfrau Maria und Johannes dem Täufer geweiht. Sie wird auch als Domkyrkan Vårfru und Sankta Maria och Sankt Johannes domkyrka bezeichnet.

## Geschichte

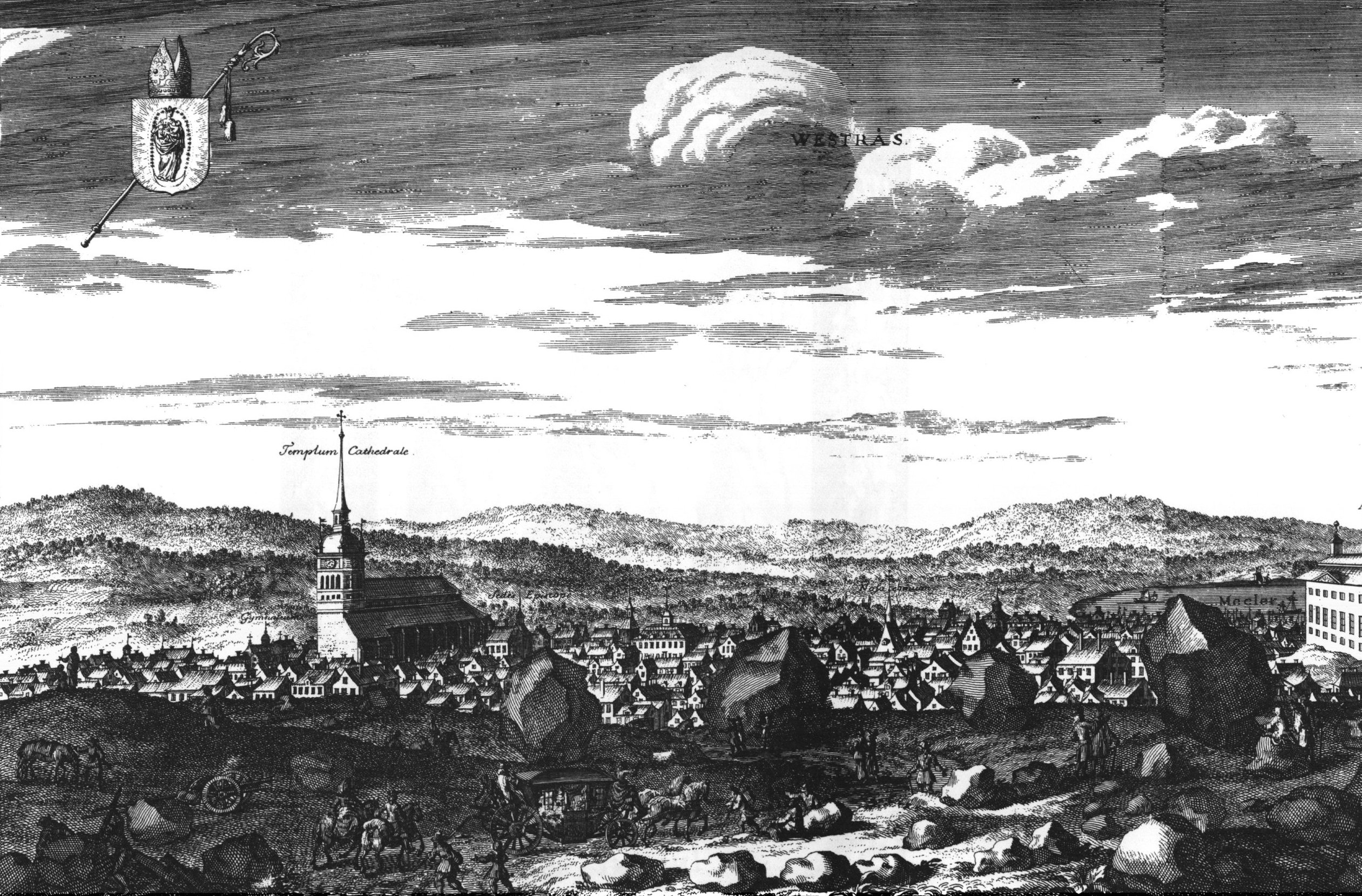
Dom, alter Stich in Suecia antiqua et hodierna

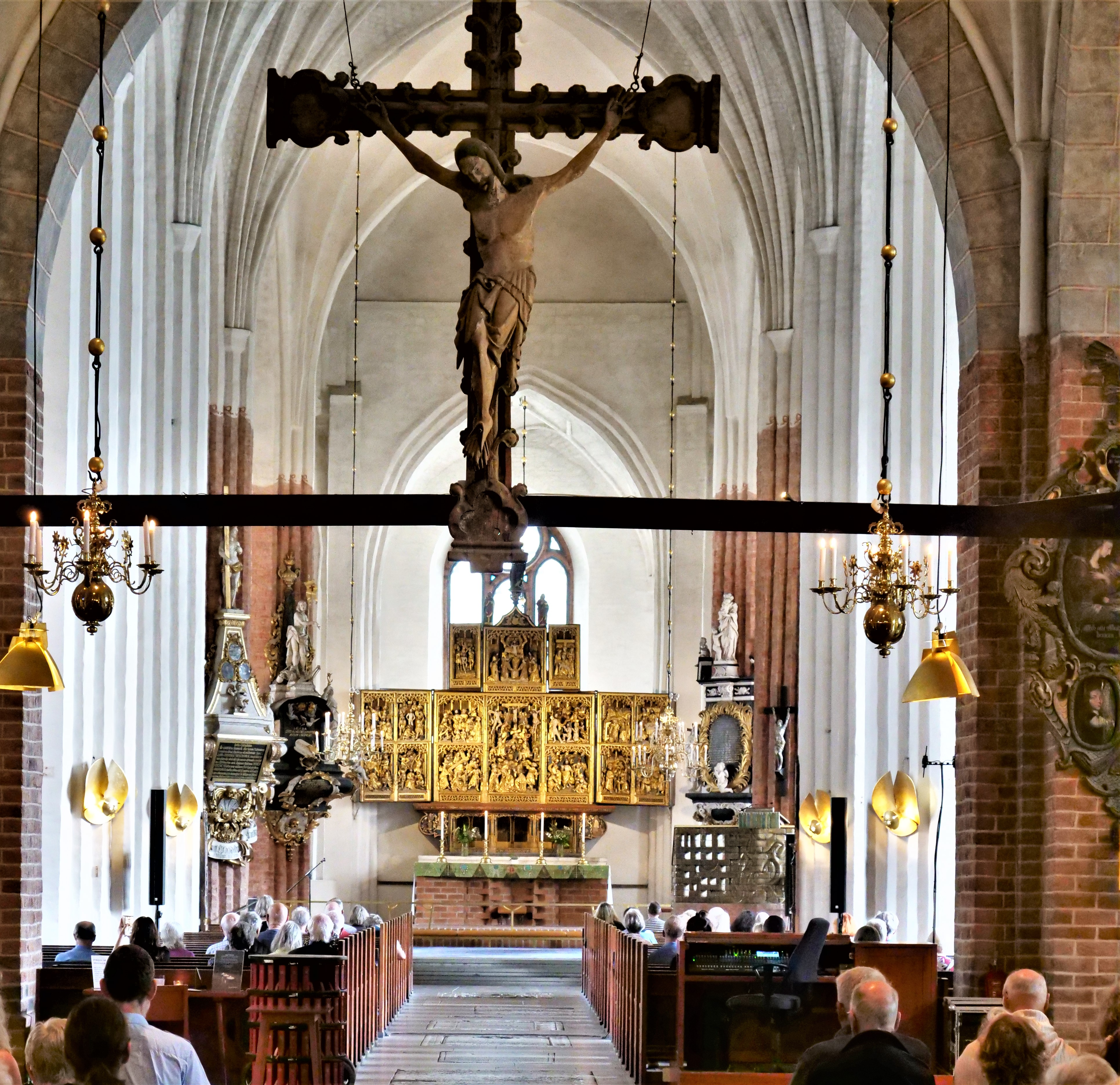
Mittelschiff

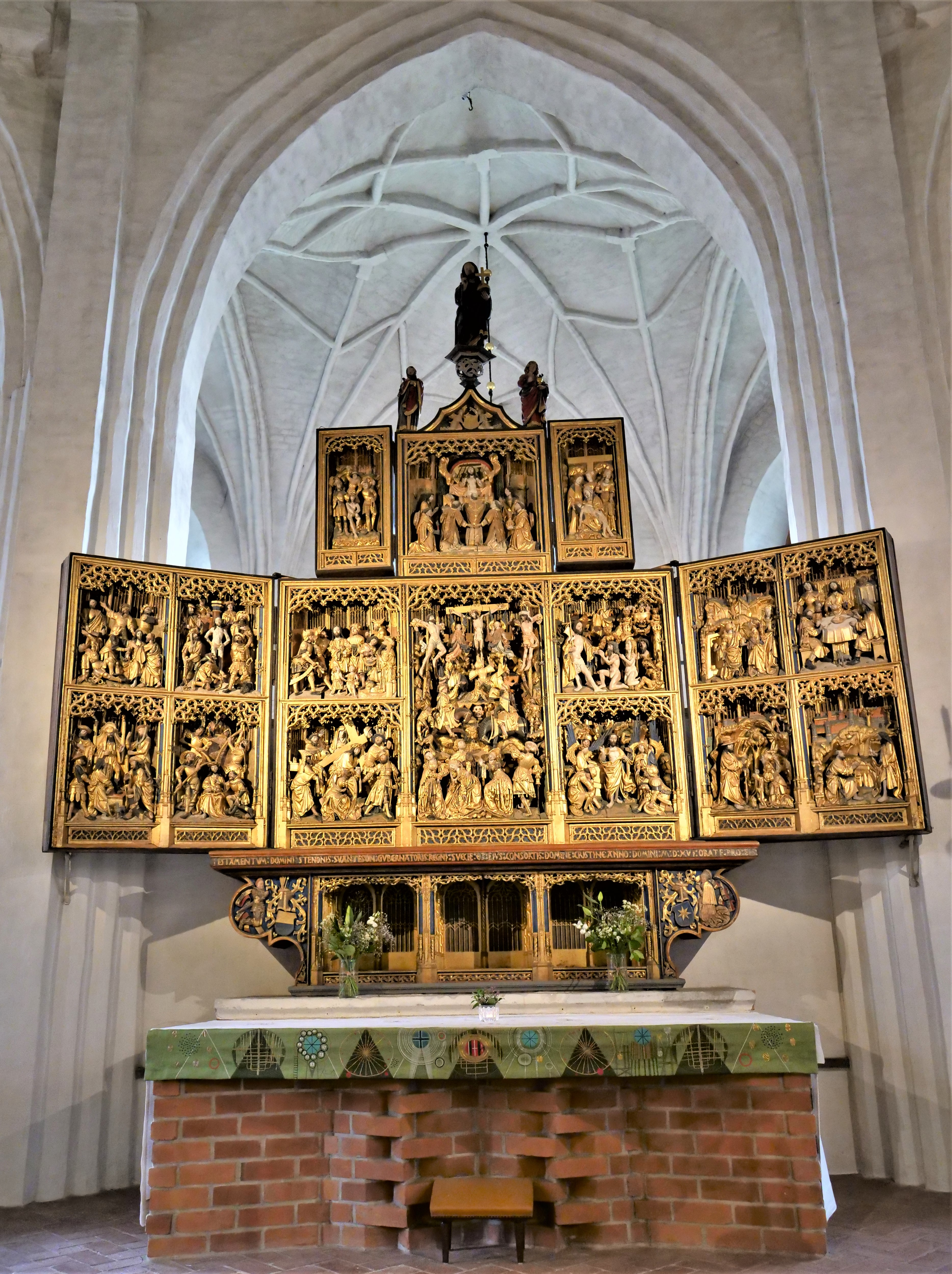
Chor und Altar

Die älteste Kirche an dieser Stelle wurde in der Mitte des 12. Jahrhunderts oder etwas früher gebaut. Sie war eine kleine Kirche aus Naturstein. Im 13. Jahrhundert lernte man auch das Bauen mit Backstein. An der Stelle des Vorgängerbaus wurde eine große neue Kirche errichtet. Diese wurde am 16. August 1271 der Jungfrau Maria und Johannes dem Täufer geweiht. Der Westgiebel des Turms wurde mit Rundbogenfriesen versehen. An den Säulen der Seitenschiffe ist sichtbar, dass die Gewölbe niedriger waren. Während des folgenden Jahrhunderts erhielt die Kirche einen Chor und einen dreischiffigen Abschluss.
Im 14. und 15. Jahrhundert wurde die alte Kirche zur Kapelle. Diese wurde später in die Kirche integriert und ist heute das äußere Schiff der fünfschiffigen Kirche. Das Kirchengebäude wurde im 15. Jahrhundert nach Osten erweitert. Im Westen erhielt es einen mächtigen Turm sowie im Norden und Süden zwei kleinere Kapellen. Als im Jahr 1517 in der südwestlichen Ecke eine Kapelle hinzugefügt wurde, erhielt die Kirche ihre heutige Größe.
Der Turm hatte eine mittelalterliche Spitze und eine Renaissance-Kuppel, die durch ein Feuer zerstört wurde. Der heutige barocke Turm von 1693 wurde von Nicodemus Tessin dem Jüngeren entworfen. Der Turm misst mit Hahn 102,5 m. 
Im 16. und 17. Jahrhundert kamen viele Einrichtungsgegenstände hinzu wie die Kanzel, Grabmale, Wappentafel und mehr.
In der Mitte der 1850er Jahre wurde die Kathedrale im neogotischen Stil restauriert, dabei wurden zahlreiche Gegenstände aus der Renaissance und dem Barock entfernt. Die ganze Kirche wurde von 1896 bis 1898 mit neogotischen Malereien versehen; heute existieren solche nur noch über der großen Orgelempore. Bei der letzten Restaurierung 1958 bis 1961 hat man sich bemüht, die verschiedenen Epochen der 700-jährigen Architekturgeschichte der Kirche zu beachten.
In der Kirche wurde Gustav I. Wasas ältester Sohn Erik XIV. begraben. Im Jahr 1623 begründete Bischof Johannes Rudbeckius in einem Gebäude nur wenige hundert Meter von der Domkirche Schwedens erstes Gymnasium.

## Ausstattung
Das Original des Taufbeckens aus Bronze wurde 1391 in Lübeck gegossen und von Bischof Bene Korp gestiftet, es befindet sich unerklärlicherweise aber seit jeher in der Kirche St. Nikolai von Burg auf Fehmarn. In Västerås ist seit 1955 eine Kopie (Abguss) in Benutzung. Die Taufkapelle im nordischen Renaissancestil mit einem drei Meter hohen Taufbecken, umwunden von einer Sumpfranke, ist eine Lübecker Arbeit von 1622. Es ist eines der bemerkenswertesten Renaissance-Kunstwerke in Schweden. Es wurde der Kirche von der Witwe des Simon Depken gespendet.

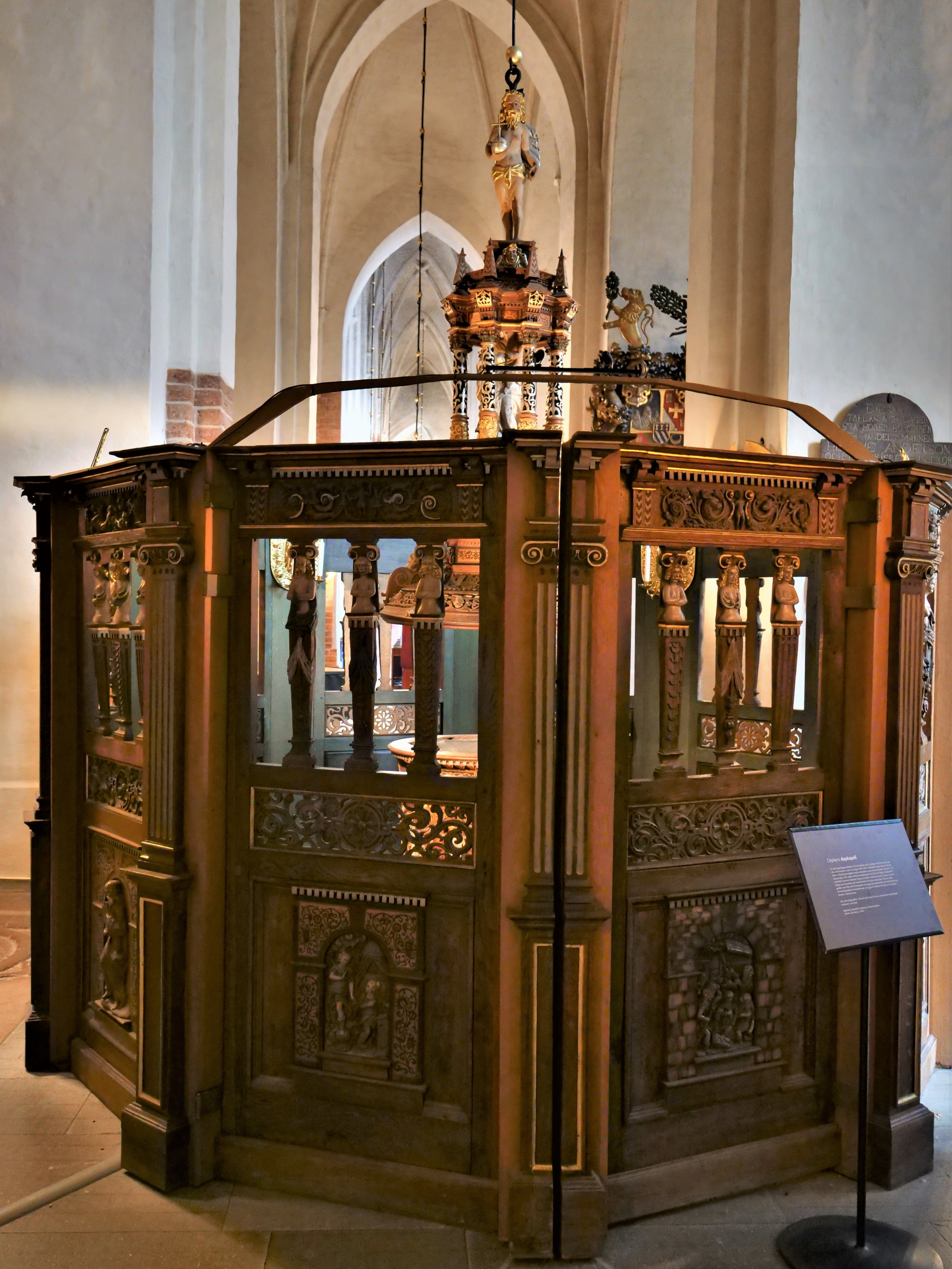
Taufkapelle
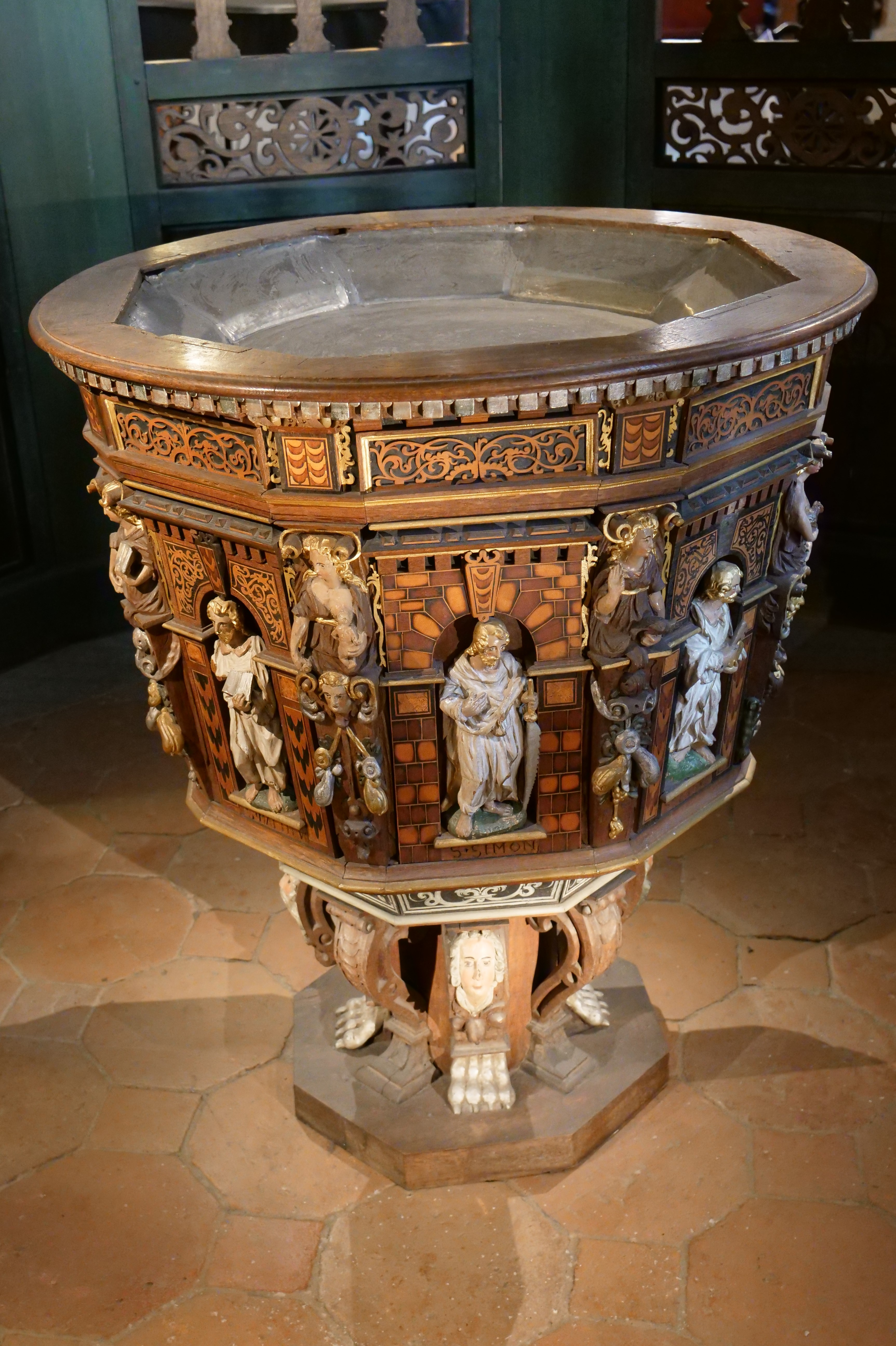
Taufbecken
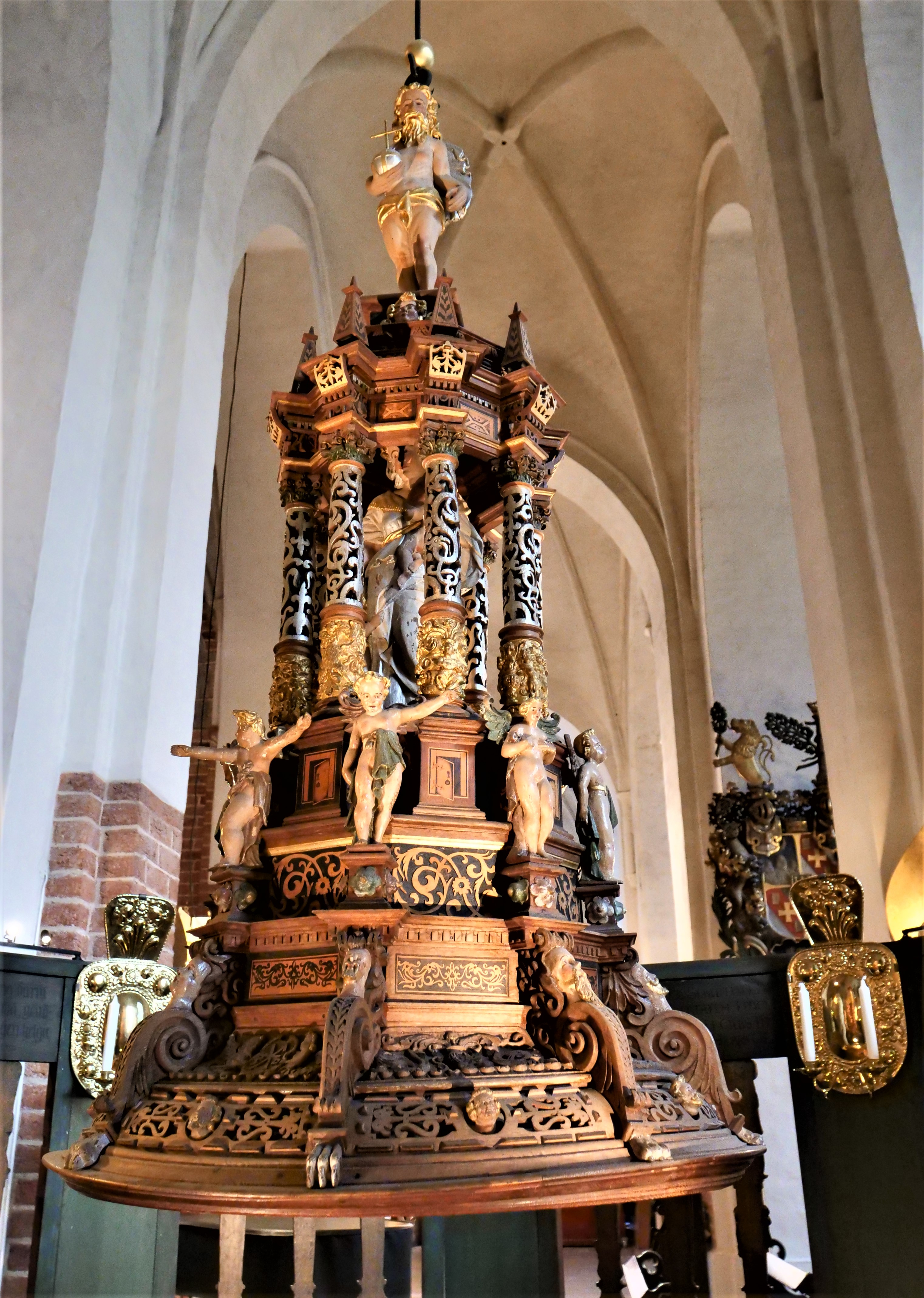
Taufglocke
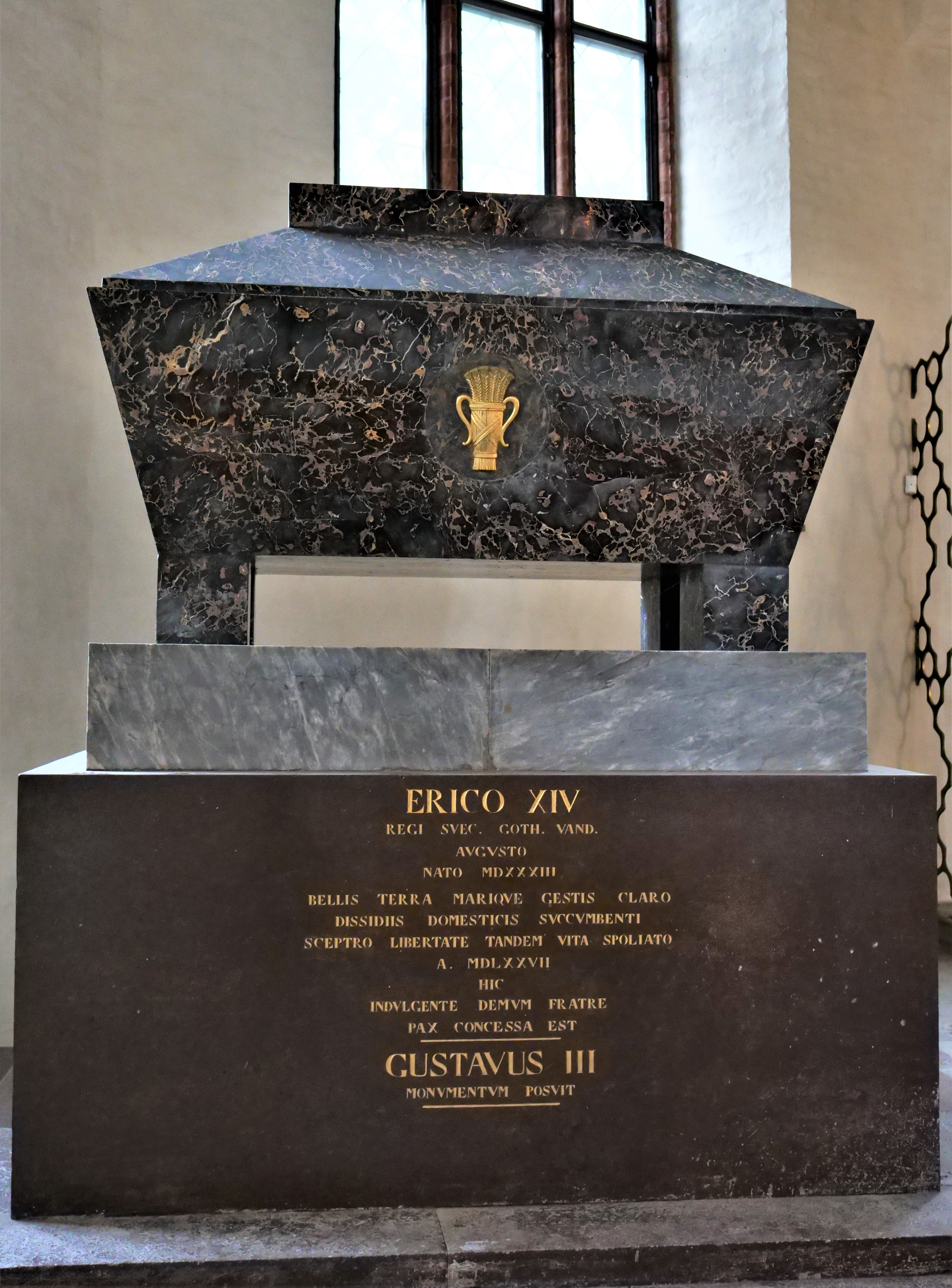
Sarkophag Eriks XIV.

Zwei Flügelaltäre, ebenfalls aus Lübeck, stammen aus dem 15. Jahrhundert. Der Altar in der Sakristei zeigt zwei biblische Bilder, die übrigen sind Heiligenbilder. Der Flügelaltar in der Apostelkapelle im Nordschiff wurde im frühen 15. Jahrhundert in der Werkstatt von Jan Bormann (Brüssel) gefertigt. Der Marienaltar in der Tauf- oder auch Marienkapelle im Südschiff ist eine Arbeit aus Antwerpen von 1510; die Gemälde sind vergleichbar mit denen von Dierick Bouts in Löwen. Der Hochaltar ist von 1516 und wurde gestiftet von Sten Sture dem Jüngeren und seiner Frau Kristina Nilsdotter Gyllenstierna, die als Reliefs in der Predella abgebildet sind. Der Altar aus Antwerpen wird Jan Gillisz Wrage und Jan Genoots zugeschrieben, die Malereien Jan van Dornicke.

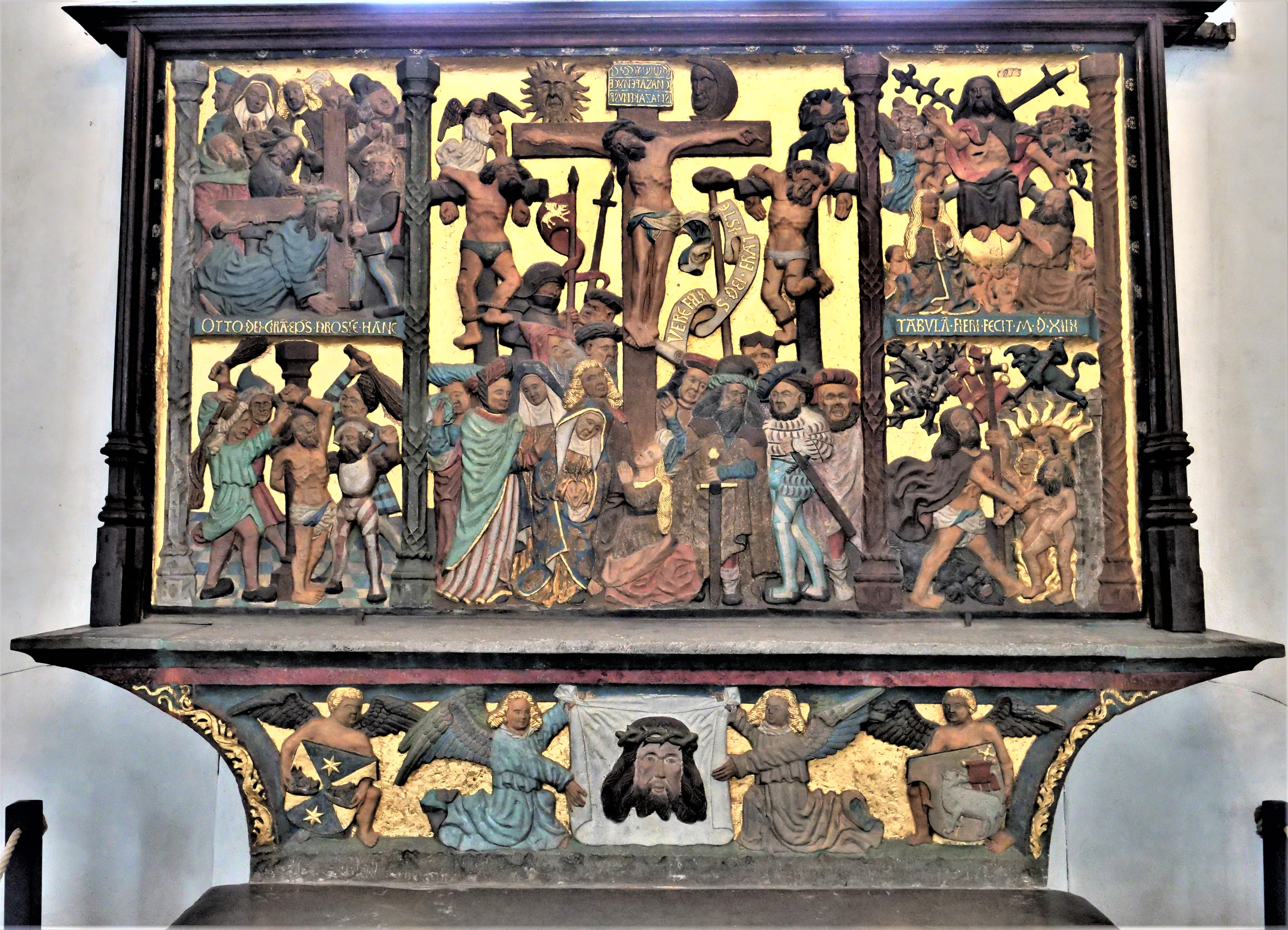
Veronica-Altar

Die Veronicatavlan aus Sandstein, gestiftet von Bischof Otto Svinhufvud, wurden 1514 in Västerås gefertigt und danach lackiert und vergoldet. Das silberne Altarkruzifix stammt aus dem frühen 14. Jahrhundert und wurde in Paris angefertigt. Die Kanzel von 1961 ist aus Keramik gefertigt worden von Per-Erik Willo.
Ein Reliquienschrein aus Bergkristall und vergoldeter Bronze stammt aus dem 14. Jahrhundert. Eine seidene Mitra mit Stickerei in Rot und Blau aus dem Kloster Vadstena wurde im 15. Jahrhundert für Bischof Achatius Johannes angefertigt. Der Bischofsstab aus dem Jahr 1585 wurde für die im Dom vollzogene Eheschließung von König Johann III. mit Gunilla Bielke angefertigt.
Einen Kronleuchter spendete Bischof Johannes Brodinus im Jahr 1681. Reichsdrost Magnus Brahes Grabmal in schwarzem und weißem Marmor mit Bildern aus Alabaster stammt vom Anfang des 17. Jahrhunderts. Ein Epitaph im Renaissancestil von 1625 erinnert an Simon Depken den Älteren aus Västerås, ein anderes Epitaph aus dem frühen Barock (1676) an George Hoffman. Weitere Epitaphe erinnern an Lars Pedersson und an Nicolaus Dwan (1709, barock). An General Graf Pontus Fredric De la Gardies erinnert ein Gemälde von 1692.
Über dem Lettner hängt ein Triumphkreuz. 
König Erik XIV., der 1577 von seinem Bruder König Johann III. vergiftet wurde, ist unter dem Chorumgang begraben. Die Gebeine wurden 1797 in einen Sarkophag aus Carrara-Marmor überführt, da König Gustav III. einen würdigen Grabstein wünschte.

### Orgel

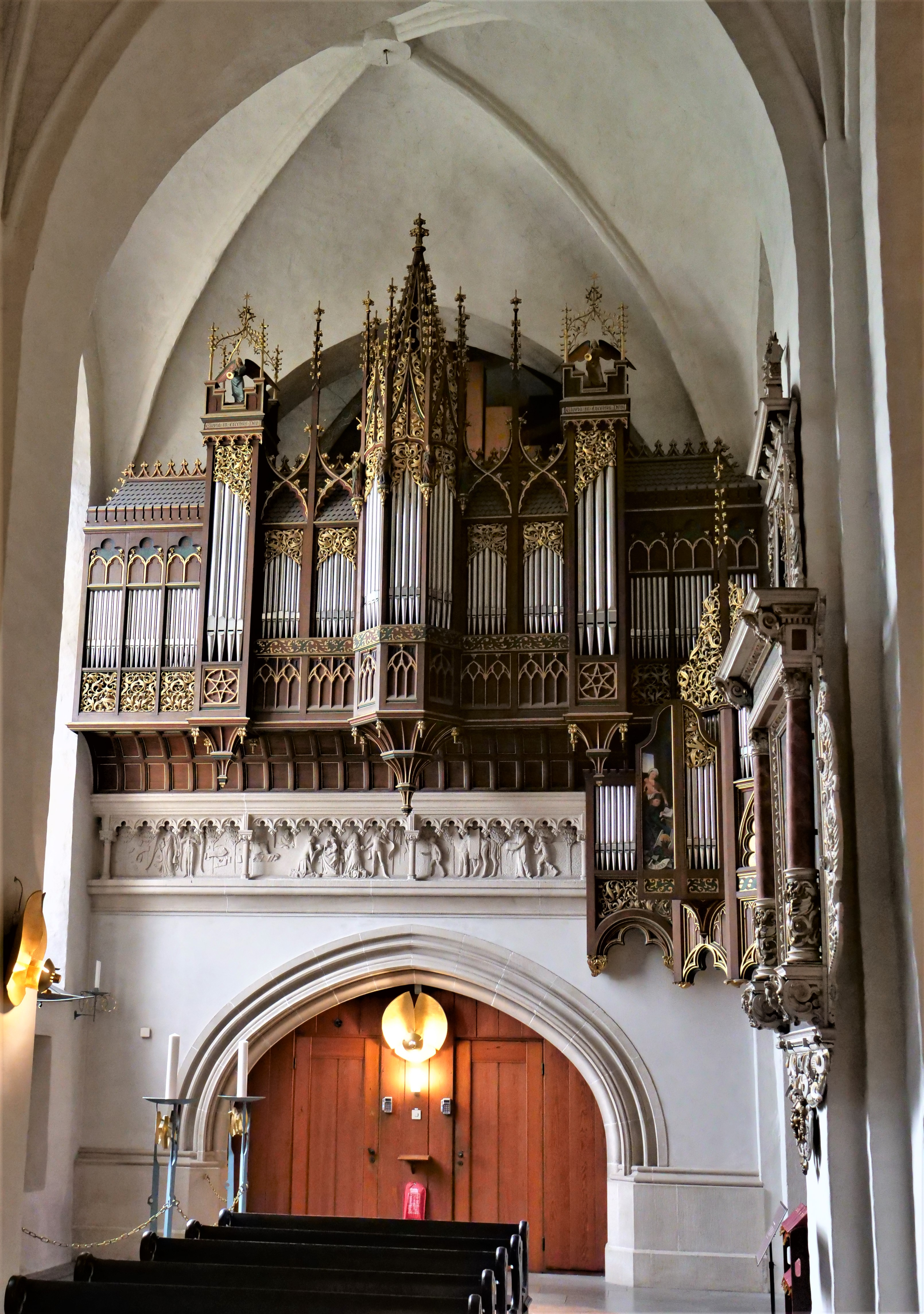
Hauptorgel

Die große Orgel wurde 1898 durch die Orgelbaufirma Åkerman & Lund (Stockholm) erbaut, und zuletzt im Jahre 2008 umfassend restauriert. Das Instrument hat 65 Register auf vier Manualwerken und Pedalwerk. Zudem verfügt es über ein Bombardenwerk, das an das Hauptwerk und das Positiv gekoppelt werden kann. Die Spiel- und Registertrakturen sind elektropneumatisch.
| I Hauptwerk C–   |     |
| Principal        | 16′ |
| Principal        | 8′  |
| Stentorphon      | 8′  |
| Flûte harmonique | 8′  |
| Gamba            | 8′  |
| Octava           | 4′  |
| Flûte octaviante | 4′  |
| Qvinta           | 3′  |
| Octava           | 2′  |
| Cornett V        |     |
| Mixtur IV-V      |     |
| Trompet          | 16′ |
| Tuba mirabilis   | 8′  |

| II Positiv C–    |     |
| Borduna          | 16′ |
| Principal        | 8′  |
| Flûte harmonique | 8′  |
| Borduna          | 8′  |
| Dolce            | 8′  |
| Octava           | 4′  |
| Rörfleut         | 4′  |
| Flageolette      | 2′  |
| Cornett III      |     |
| Mixtur IV        |     |
| Corno            | 8′  |
| Cromorne         | 8′  |
| Tremulant        |     |

| III Schwellwerk C– |        |
| Bassetthorn        | 8′     |
| Rörfleut           | 8′     |
| Viola da gamba     | 8′     |
| Voix céleste       | 8′     |
| Fugara             | 4′     |
| Flûte octav.       | 4′     |
| Nasard             | 3′     |
| Waldfleut          | 2′     |
| Ters               | 1 3⁄5′ |
| Mixtur III–IV      |        |
| Fagott             | 16′    |
| Trompette harm.    | 8′     |
| Oboe               | 8′     |
| Clairon            | 4′     |
| Tremulant          |        |

| IV Fernwerk C– |    |
| Flûte double   | 8′ |
| Flauto amabile | 8′ |
| Violin         | 8′ |
| Salicional     | 8′ |
| Voix céleste   | 8′ |
| Echofleut      | 4′ |
| Clarinette     | 8′ |
| Vox humana     | 8′ |
| Tremulant      |    |

| II/II Bombardewerk C– |    |
| Trompette             | 8′ |
| Clairon               | 4′ |

| Pedalwerk C– |     |
| Untersatz    | 32′ |
| Principal    | 16′ |
| Violon       | 16′ |
| Subbas       | 16′ |
| Ekobas       | 16′ |
| Qvinta       | 12′ |
| Octava       | 8′  |
| Violoncelle  | 8′  |
| Borduna      | 8′  |
| Octava       | 4′  |
| Mixtur IV    |     |
| Contrabasun  | 32′ |
| Tuba         | 16′ |
| Fagott       | 16′ |
| Trumpet      | 8′  |
| Trumpet      | 4′  |

- Koppeln: II/I, III/I, IV/I, III/II, IV/II, IV/III, I/P, II/P, III/P, IV/P, diverse Oktavkoppeln.